# Calle San Vicente (Sevilla)
La calle San Vicente es una vía pública de la ciudad española de Sevilla.

## Descripción
La vía nace de la plaza del Museo por el costado de la calle Alfonso XII y discurre luego hasta la confluencia de las calles Puerta de San Juan de Acre y Guadalquivir, junto a Pizarro. Aparece descrita en la Noticia histórica del origen de los nombres de las calles de esta ciudad de Sevilla (1839) de Félix González de León con las siguientes palabras:

Calle de san Vicente (ancha.). Se nombra ancha por ser la mas ancha de la collacion de san Vicente, y està en el cuartel C. y antiguamente se llamaba la Carrera Vieja. En ella está situado el convento de religiosas Domínicas de santa Maria la Real, fundado el año de 1403, por una muger virtuosa llamada Maria la Pobre; y poblado de monjas de santo Domingo el Real de Toledo.La casa en que se fundó que habia sido de dos judios Zuleman Moradiel, y Rabí Judá, en el mismo sitio en que ahora existe, que entonces se llamaba la Zapatería Vieja; fué donacion del infante don Fernando, y lo recibió bajo su proteccion la reina doña Catalina, madre del rey don Juan el Segundo, por lo que tiene titulo de Real. Sus monjas antes de profesar clausura asistian el dia de los difundos á la catedral (segun el uso de aquel tiempo) á orar sobre la sepultura de doña Giomar Manuel por escrituras de obligacion que otorgaron à 22 de mayo de 1411 y 20 de diciembre de 1413. Su iglesia fué pobre y chica hasta por los años de 1670 que se edificó la que hoy tienen que es bastante grande y hermosa; pero sin portada particular, en sus primeros años estuvo sugeto á su religion, pero ahora lo está al ordinario. Un poco mas adelante se hallaba el beaterio de san Antonio, de que ya se ha hablado; en lo que ahora es un huerto. La calle es muy hermosa, muy ancha, muy larga y muy derecha, sus casas pueden llamarse principales, por su tamaño y comodidad, pasa por delante de la parroquia que le dá el nombre, desde la calle de las Armas hasta la de san Antonio, aunque ésta y la de Santiago son pedazos seguidos de esta misma.
(González de León, 1839, pp. 448-449)